# Gorguts
Gorguts je kanadski death metal-sastav iz Sherbrookea u Québecu, osnovan 1989. Od nastanka su u grupi svirali različiti izvođači, s time da je jedini stalni član gitarist i pjevač Luc Lemay, koji određuje kreativni stil skupine. Do danas je objavila pet studijskih albuma i jedan EP. Najsuvremenije je izdanje EP Pleiades' Dust, objavljen 13. svibnja 2016. Zasad posljednji studijski album sastava, Colored Sands, objavljen je 2013. i bio je nominiran za nagradu Juno. S glazbenog je gledišta grupa poznata po složenom i slojevitom obliku izvedbe tehničkog death metala, a s vremenom je postala "jedna od najrazvijenijih, najeksperimentalnijih i najizazovnijih grupa unutar žanra."

## Povijest

### Osnivanje,Considered DeadiThe Erosion of Sanity(1989. – 1993.)
Gorguts su 1989. osnovali Luc Lemay (vokalist i gitarist), Sylvain Marcoux (gitarist), Éric Giguère (basist) i Stephane Provencher (bubnjar). Prvi su demouradak ...And Then Comes Lividity objavili 1990., nakon čega su potpisali ugovor s Roadrunner Recordsom. Na prvom studijskom albumu, Considered Deadu iz 1991., kao gostujući glazbenici pojavili su se James Murphy (koji je odsvirao solodionicu na pjesmi "Inoculated Life") i Chris Barnes (kojemu su pripisane zasluge za prateće vokale na pjesmama "Bodily Corrupted", "Rottenatomy" i "Hematological Allergy").
Godine 1993. skupina je objavila drugi studijski album, The Erosion of Sanity, koji je eksperimentalniji i složeniji od prethodnog uratka. Međutim, album je objavljen u vrijeme kad je popularnost žanra death metala počela opadati, zbog čega je Roadrunner Records odlučio raskinuti suradnju s Gorgutsom. Nakon toga grupa nije nastupala pet godina, zbog čega su mnogi obožavatelji pretpostavili da se raspala.

### Obscura,From Wisdom to Hatei raspad (1998. – 2006.)
Članovi skupine napisali su pjesme za treći studijski album krajem 1993. godine, no zbog nezainteresiranosti diskografskih kuća objava je bila znatno odgođena. Lemay, koji je ostao jedini izvorni član, 1998. je godine potpisao ugovor s Olympic Recordingsom i oblikovao novu postavu s gitaristom Steeveom Hurdleom, basistom Steveom Cloutierom i bubnjarom Patrickom Robertom. Ta je postava objavila treći studijski album, Obscuru, koji su određeni recenzenti proglasili "jednim od najoporijih progresivnih albuma ikad snimljenih u žanru metala i izvan njega."
Nakon objave Obscure Hurdle je napustio sastav te ga je zamijenio Dan Mongrain iz tehničkog death metal grupe Martyr, a Roberta je zamijenio bubnjar Steve MacDonald. Gorgutsov idući album, From Wisdom to Hate, objavljen je 2001. U stilskom je smislu mješavina ranijih uradaka i Obscure. Lemay, glavni autor pjesama na uratku, eksperimentirao je tako što se u rifovima više služio različitim zvukovima nego notama, kao što je slučaj u uvodnom rifu u pjesmi "Inverted", na kojoj je prisutno klizanje trzalicom po žici, tehnika tappinga uz korištenje trzalice i standardno trzanje žica.
Steve MacDonald, koji je patio od depresije, 2002. je počinio samoubojstvo, zbog čega se naposljetku Gorguts razišao 2005. godine. U jednom je intervjuu Lemay izjavio: "Kad sam odlučio raspustiti sastav 2002. ili 2003... Nakon što je Steve MacDonald preminuo, bilo mi je dosta glazbe i želio sam se u potpunosti posvetiti obradi drva. Bio sam vrlo zadovoljan svim postignućima grupe, tako da sam se osjećao ugodno... Nije bilo gorčine ni osjećaja da je posao ostao nedovršen." Lemay se preselio iz Montreala "jer mi je dojadilo živjeti ondje. Želio sam biti bliže mjestu gdje sam odrastao i na određeni način biti bliže prirodi. Nakon Steveove smrti više me nije zanimalo sviranje glazbe. Bio sam vrlo zadovoljan glazbenim nasljeđem skupine do tog vremena i bio sam spreman okrenuti novi list."
Godine 2006. Steeve Hurdle zamolio je Lemaya da se pridruži njegovu sastavu Negativa. Lemay je pristao "pod uvjetom da sve bude diskretno. Jedino me zanimao užitak koji donosi sviranje glazbe. Nakon probe Steeve je spomenuo da bi bilo guba da snimimo novi Gorgutsov album u počast dvadesetoj godišnjici njegova postojanja. Bio sam apsolutno za, pa sam tad odlučio zasvirati s [bubnjarom] Johnom [Longstrethom], [gitaristom] Kevinom [Hufnagelom] i [basistom] Colinom [Marstonom] i snimiti novi album."

### Ponovno okupljanje,Colored SandsiPleiades' Dust(2008. – danas)
U prosincu 2008. na internetu se pojavila Gorgutsova demosnimka (na kojoj je prisutna gitara s programiranim bubnjevima), a sam je Lemay potvrdio da će se sastav ponovno okupiti s glazbenicima Colinom Marstonom, Kevinom Hufnagelom i Johnom Longstrethom. Dok je nova postava skupine počela nastupati uživo i skladati nove pjesme, Lemay je izjavio da će snimanje početi "krajem jeseni" 2010. i da će album biti objavljen 2011. U svibnju 2012. Steeve Hurdle preminuo je nakon postoperativnih komplikacija. Objava albuma odgođena je zbog pravnih problema povezanih s prethodnim ugovorom grupe s Olympic Recordsom. Century Media Records preuzeo je vlast nad Olympicom i Lemay je želio pregovarati o ugovoru. "Pristali su, ali na koncu se nismo slagali i zaključili smo da bi bilo bolje da svatko pođe svojim putem. Raskidanje ugovora bio je vrlo složen pravni postupak i koštao nas je mnogo vremena."
Skupina je potpisala ugovor sa Season of Mistom i otkrila da će ime njezina nadolazećeg albuma biti Colored Sands; album je objavljen 30. kolovoza 2013. Nadahnut radom sastava Opeth i albumom The Incident Porcupine Treeja Lemay je odlučio skladati progresivnije i dinamičnije pjesme koje bi dulje trajale. Klasičnu skladbu "The Battle of Chamdo" Lemay je napisao na klaviru i snimio je s gudačkim kvintetom. Colored Sands bio je nominiran za nagradu Juno.
John Longstreth, čiji raspored nastupa s Originom nije bio usklađen s rasporedom Gorgutsa, napustio je Gorguts 2014. Zamijenio ga je Patrice Hamelin, koji je od 2011. nastupao s Gorgutsom. Lemay je najavio da skupina radi na novom albumu koji će se sastojati od samo jedne duge pjesme. To je rezultiralo EP-om Pleiades' Dust, objavljenim 13. svibnja 2016. Konceptualno je djelo o bagdadskoj Kući mudrosti tijekom mračnog doba srednjeg vijeka u Europi. Prvi je uradak koji je grupa snimila s Hamelinom.
Dana 25. srpnja 2016. skupina je najavila da će tijekom listopada 2016. otići na sjevernoameričku turneju s Intronautom i Brain Tentaclesom kako bi podržala Pleiades' Dust.

## Glazbeni stil i utjecaj
Gorgutsov stil metala značajno se razvio od osnutka sastava iz relativno standardnog death metala u sve složeniji stil avangardnog tehničkog death metala. Na novijim uradcima glazbu sastava karakteriziraju tehnički zahtjevne i strukturno složene pjesme, a gitare su često disonantne i atonalne. Luc Lemay izjavio je da njegove novije radove nadahnjuju Opeth, Deathspell Omega i Porcupine Tree.
Rane glazbene radove grupe, pogotovo njezin debitantski album Considered Dead iz 1991., karakterizira relativno standardan death metal s uobičajenom instrumentacijom i strukturom pjesama. Lemay je izjavio da je taj album uvelike nadahnuo švedski death metal sastav Entombed. Međutim, na drugom je albumu, The Erosion of Sanityju iz 1993., skupina počela više eksperimentirati i uvrstila je klavir i akustičnu gitaru u instrumentarij. Nakon objave tog albuma grupa je privremeno obustavila svoj rad, no nova je postava 1998. objavila album Obscura. Na Obscuri je glazbeni stil doživio značajnu promjenu, što se često pripisuje tadašnjem gitaristu Steeveu Hurdleu. Na albumu se učestalo pojavljuju pjesme složenih struktura, neuobičajeni zvukovi, disonantne gitarske dionice, nekonvencionalni taktovi i tekstovi koji se usredotočuju na ezoterične teme. "Čak se i prema današnjim standardima Obscuru smatra jednim od najsloženijih i tehnički zahtjevnih albuma žanra zbog disonancije bez presedana i eksperimentiranja za koje je zaslužan preminuli gitarist Steeve Hurdle." Na idućem albumu, From Wisdom to Hateu iz 2001., uspostavlja se ravnoteža među pjesmama u stilu Obscure i The Erosion of Sanityja. Na tom su albumu smanjene složenost i nepredvidivost struktura pjesama, premda su skladbe i dalje tehnički složene. Idući album, Colored Sands iz 2013., predstavlja značajan razvoj u tom stilu metala – recenzenti su istaknuli da su "velik zid disonantne glavne gitare i rifova na ritam-gitari od kojih se vrti u glavi oblikovani u nešto mnogo atmosferičnije, ali uz žestinu i težinu kakvu jedino Gorguts može dovesti do te razine, zbog čega Colored Sands nije samo gotovo besprijekoran, nego je vjerojatno jedan od najzanimljivijih albuma u žanru."
Gorguts se često smatra jednim od najvažnijih sastava koji su se u metalu počeli uvelike služiti disonancijom i atonalitetom. Smatra se da je presudno utjecao na skupine kao što su Ulcerate, Spawn of Possession, Beyond Creation i Obscura; potonja je grupa dobila ime po istoimenom Gorgutsovom albumu.

## Članovi sastava
| Trenutačna postava - Luc Lemay – vokali, gitara (1989. – 2005., 2008. – danas) - Kevin Hufnagel – gitara (2009. – danas) - Colin Marston – bas-gitara (2009. – danas) - Patrice Hamelin – bubnjevi (2014. – danas) | Bivši članovi - Carlo Gozzi – bas-gitara (1989.) - Gary Chouinard – gitara (1989. – 1990.) - Sylvain Marcoux – gitara (1990. – 1993.) - Stephane Provencher – bubnjevi (1989. – 1993.) - Éric Giguère – bas-gitara (1990. – 1993.) - Steve MacDonald – bubnjevi (1993. – 1995., 1998. – 2002.) - Steeve Hurdle – gitara, vokali (1993. – 1999.) - Steve Cloutier – bas-gitara (1993. – 2004.) - Patrick Robert – bubnjevi (1996. – 1998.) - Dan Mongrain – gitara (1999. – 2001.) - John Longstreth – bubnjevi (2009. – 2014.) |

## Diskografija
Studijski albumi
- Considered Dead (1991.)
- The Erosion of Sanity (1993.)
- Obscura (1998.)
- From Wisdom to Hate (2001.)
- Colored Sands (2013.)